# Verdejo (higo)
Verdejo es un cultivar de higuera de tipo higo común Ficus carica, bífera de higos de epidermis de color amarillo verdoso. Se cultiva principalmente en las comarcas de Trujillo, Cáceres y Don Benito en Extremadura y en la provincia de Málaga.

## Sinonimia
- „Verdeja“.[4][5][6]

## Historia
Nuestra higuera Ficus carica, procede de Oriente Medio y sus frutos formaron parte de la dieta de nuestros más lejanos antepasados. Se cree que fueron fenicios y griegos los que difundieron su cultivo por toda la cuenca del mar Mediterráneo. Es un árbol muy resistente a la sequía, muy poco exigente en suelos y en labores en general.
Los higos secos son muy apreciados desde antiguo por sus propiedades energéticas, además de ser muy agradables al paladar por su sabor dulce y por su alto contenido en fibra; son muy digestivos al ser ricos en cradina, sustancia que resulta ser un excelente tónico para personas que realizan esfuerzos físicos e intelectuales.

## Características
La higuera 'Verdejo' es una variedad bífera de tipo higo común. Árbol de gran desarrollo, follaje denso, hojas trilobuladas con pentalobuladas. 'Verdejo' es de producción baja de brevas y media de higos.
Las brevas 'Verdejo' son alargadas con forma de peonza de unos 42 gramos de promedio, de epidermis de color amarillo verdoso. Con un ºBrix (grado de azúcar) de 22, son firmes, con pulpa marrón oscura. De una calidad buena, son de maduración media.
Los higos 'Verdejo' son higos alargados en forma de peonza de unos 31 gramos en promedio, de epidermis de color amarillo verdoso. Con un ºBrix (grado de azúcar) de 23, son densos, firmes y flexibles con pulpa rosa. De una calidad aceptable, son de maduración tardía.

## Cultivo y usos
'Verdejo', es una variedad de higo reconocida por su piel fina, que se cultiva en Extremadura para la producción de pasta de higo seco, y en la provincia de Málaga en la cuenca del río Guadalhorce también para pasta de higo seco.
Además de su consumo en fresco, en Málaga se consumen en un dulce de higos, pasas y almíbar. En Málaga son famosos los higos secos, los higos pajeros y el pan de higo malagueño (siendo muy reconocido el "pan de higo de Coín").